# Chřibská
Chřibská là một thị trấn thuộc huyện Děčín, vùng Ústecký, Cộng hòa Séc.